# ドラゴンボールZ V.R.V.S.
『ドラゴンボールZ V.R.V.S.』は、バンプレストが1994年に稼動したアーケード用対戦型格闘ゲーム。開発はセガ。

## 概要
『ドラゴンボール』を題材とする本作は、1993年に開催された週刊少年ジャンプ25週年イベント『ジャンプマルチワールド』展示用として制作されたゲームを初出としており、この時点では赤外線コントローラーを使用し4人同時に敵を倒す体感ゲームとして出展されていた。
その後、アーケードゲーム化するにあたり、2人対戦ゲームに変更された。
本作の操作体系は4方向レバーと3つのボタンであり、レバーを上に入れると防御し、下に入れると大パンチ溜め、左右のどちらかに入れると回避することができる。また、左右のパンチはボタン1と2に割り振られており、ボタン3はジャンプである。
エンディングは、プレイヤーキャラが神龍に願いを叶えてもらう形式となっている。

## 登場人物

### 操作キャラクター
孫悟空
声 - 野沢雅子
| 技名       | コマンド             |
| ---------- | -------------------- |
| かめはめ波 | 右8回転、パンチ      |
| 元気玉     | 左右パンチ＋右10回転 |

孫悟飯
声 - 野沢雅子
| 技名       | コマンド        |
| ---------- | --------------- |
| かめはめ波 | 右8回転、パンチ |
| 魔閃光     | 右2回転、パンチ |

ピッコロ
声 - 古川登志夫
| 技名       | コマンド                     |
| ---------- | ---------------------------- |
| 魔貫光殺砲 | パンチ1秒、右3回転           |
| 爆力魔波   | 左右パンチ＋右10回転、パンチ |

ベジータ
声 - 堀川亮
| 技名                 | コマンド  |
| -------------------- | --------- |
| ファイナルフラッシュ | 右10回転  |
| ビッグバンアタック   | パンチ2秒 |

トランクス
声 - 草尾毅
| 技名             | コマンド                    |
| ---------------- | --------------------------- |
| クロススラッシュ | 右6回転、左2回転            |
| フォトンブーム   | 上3回、左上・右下×4、パンチ |

### ボスキャラクター
魔人オゾット
最終ボスとして登場する。鳥山明描き下ろしキャラクター。鳥山明のデザインは腕が2本の人型と腕が4本のモンスター型の2パターン描かれているが、実際に本作に登場するのは人型のみである。悟空、ベジータなどの操作キャラクターに変身する能力を持っている。
その後、『スーパードラゴンボールヒーローズ』のユニバースミッション3弾の監獄惑星編で復活を遂げた。
フュー曰く「惑星一つを丸ごと飲み込んだ」らしく、さらに神の領域に到達している悟空たちからも「とんでもない気」と称されるほどで本気ではなかったとはいえ、カンバーの気弾を軽く弾き返すほど。丁寧口調で話し、一人称は「私」。悟空たちに「いつか私の力が必要になる日が来るでしょう」と言い残し、ユニバースミッション4弾では悟空たちと協力する。